# Qiyas
I islamisk retsvidenskab er qiyas (arabisk: قياس) princippet om at tolke ved hjælp af analogier. For eksempel findes der ikke et generelt alkoholforbud i Koranen, men et forbud mod at drikke saften af gærede druer. Ved hjælp af analogiprincippet, hvor det væsentlige i forbuddet mod at drikke vin – altså forbuddet mod beruselse, generaliseres til et forbud mod alkohol.
| Religion | Spire Denne religionsartikel er en spire som bør udbygges. Du er velkommen til at hjælpe Wikipedia ved at udvide den. |